# Jonestown (Comtat de Columbia)
Jonestown és una concentració de població designada pel cens dels Estats Units a l'estat de Pennsilvània. Segons el cens del 2000 tenia 34 habitants.

## Demografia
Segons el cens del 2000, Jonestown tenia 34 habitants, 15 habitatges, i 10 famílies. La densitat de població era de 42,3 habitants per quilòmetre quadrat.
Dels 15 habitatges en un 20% hi vivien nens de menys de 18 anys, en un 53,3% hi vivien parelles casades, en un 13,3% dones solteres, i en un 33,3% no eren unitats familiars. En el 26,7% dels habitatges hi vivien persones soles el 13,3% de les quals corresponia a persones de 65 anys o més que vivien soles. El nombre mitjà de persones vivint en cada habitatge era de 2,27 i el nombre mitjà de persones que vivien en cada família era de 2,8.
Per edats la població es repartia de la següent manera: un 14,7% tenia menys de 18 anys, un 5,9% entre 18 i 24, un 32,4% entre 25 i 44, un 14,7% de 45 a 60 i un 32,4% 65 anys o més.
L'edat mediana era de 44 anys. Per cada 100 dones de 18 o més anys hi havia 70,6 homes.
La renda mediana per habitatge era de 46.875 $ i la renda mediana per família de 46.875 $. Els homes tenien una renda mediana de 33.750 $ mentre que les dones 21.250 $. La renda per capita de la població era de 18.193 $. Cap de les famílies i el 7,4% de la població estaven per davall del llindar de pobresa.